# Смертельний зв'язок
«Смертельний зв'язок» або «Останній варіант» (англ. Dead Connection, англ. Final Combination) — американський трилер 1993 року.

## Сюжет
Детектив поліції Метт Діксон розслідує серію вбивств, скоєних маніяком. Розслідування заходить в глухи кут, але на допомогу детективу приходить журналістка Кетрін, яка вирішила зробити на сенсаційну статтю. У неї є інформація про схожі вбивства, скоєних за останній час по всій країні. З'ясовується, що вбивця реєструється у мотелях, де скоює вбивства, під іменами відомих боксерів.

## У ролях
| Актор              | Роль                 |
| ------------------ | -------------------- |
| Майкл Медсен       | детектив Метт Діксон |
| Ліза Сінклер       | Дорін                |
| Гері Стретч        | Річард Велтон        |
| Деміан Чапа        | детектив Луї Донато  |
| Тім Расс           | детектив Чак Роланд  |
| Кармен Ардженціано | лейтенант Стейн      |
| Кларенс М. Ландрі  | Айк Поінтер          |
| Ліза Боне          | Кетрін Бріггс        |
| Паркер Поузі       | Деніз                |
| Конні Бланкеншип   | Террі                |
| Джон Клейтон Шафер | Джефф                |
| Джиммі Ортега      | Вінс                 |